# The Times of India
«Таймс оф Индиа» (англ. The Times of India) — старейшая и самая популярная англоязычная газета в Индии.

## История издания

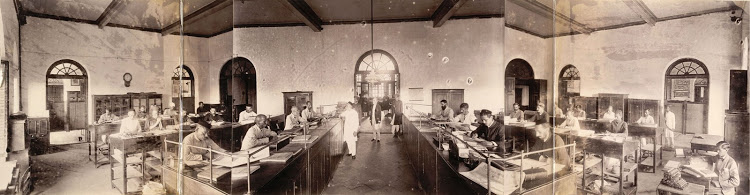
Бюро газеты в Бомбее в 1898 году

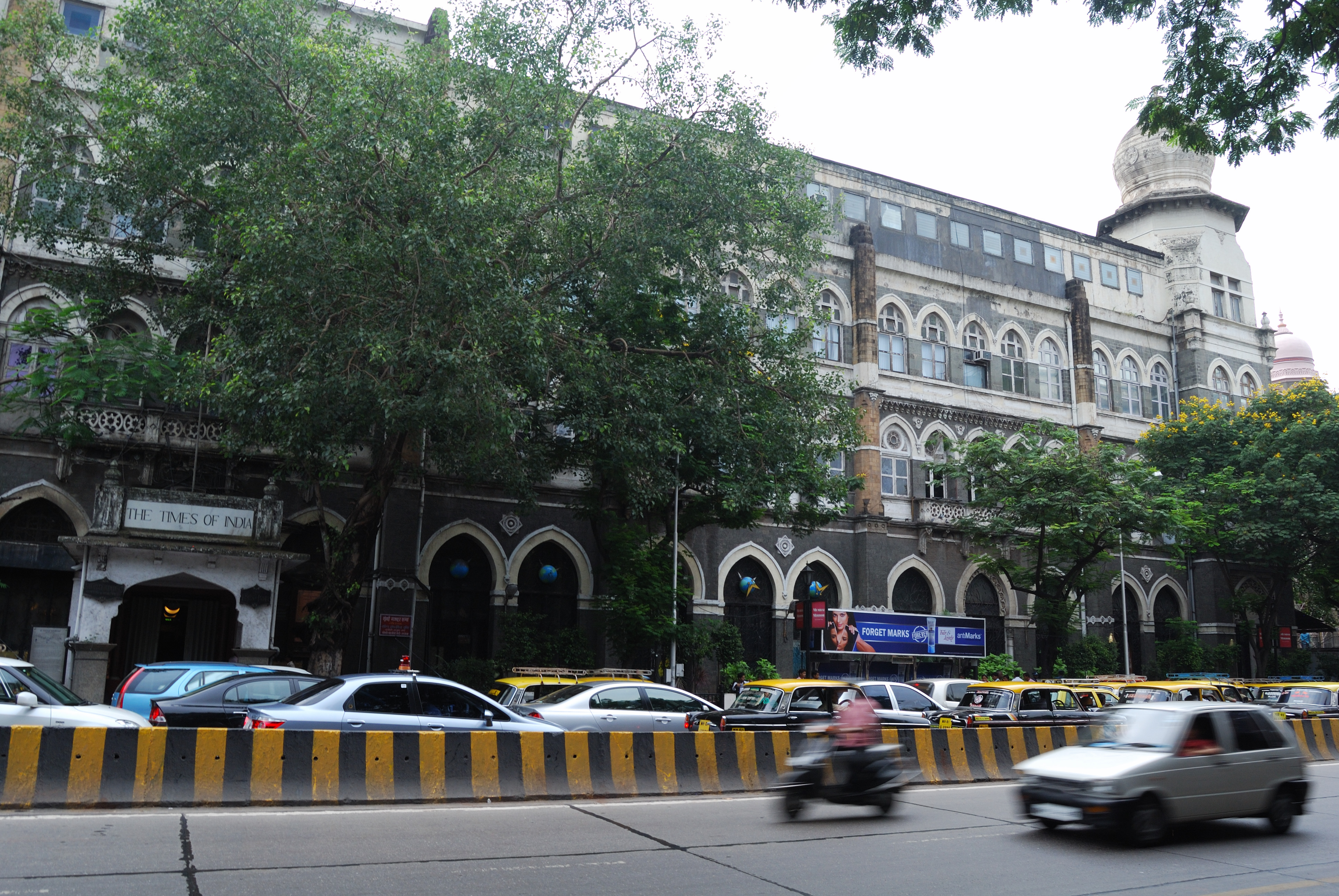
Первый офис газеты в Бомбее напротив вокзала Виктория-Терминус

Утренняя газета для британских подданных, проживающих в Индии стала издаваться в Бомбее в 1838 году под названием The Bombay Times and Journal of Commerce. До 1851 года выходила дважды в неделю, затем — ежедневно. В 1861 году была переименована по аналогии с лондонской The Times.
После обретения Индией независимости нейтральный и обстоятельный тон газеты способствовал росту её престижа, особенно в кругах интеллигенции. Редакционная политика газеты, как правило, соответствует курсу индийского правительства.
Основателями издания был синдикат из 11 британских фирм, 2 барристера и принц Джамсетджи Джиджибой. В 1855 году в Индии открывается телеграф и газета подписывает договор с Полом Рейтером.
В 1892 году образовывается холдинг Bennett, Coleman & Co Ltd, названный в честь будущих управляющих изданием.
Редактор Стенли Рид, возглавлявший издание с 1907 года по 1923 год, меняет подход к работе с новостями, увеличивая срок возможной заявки новости внутри издания до полуночи. До того момента информация обрабатывалась только до 5 часов вечера.
В 1949 году газета переходит к индийцам и через год меняется герб — вместо британских льва и единорога на нем появляются два слона.
В 1991 году BBC признает издание одним из шести величайших в мире.
В 1996 году был запущен сайт газеты.
В 1997 году газета — в тот момент самое читаемое англоязычное издание в мире — выпустила первую цветную фотографию на своей полосе. Потом она выходила частично черно-белой. И только в 2004 году было принято решение полностью отказаться от двухцветной печати. Еще полтора года ушло на доставку, установку и запуск печатных станков, отвечавшим требованиям издания.
У газеты есть 10 региональных выпусков — в Мумбаи, Дели, Бангалоре и др.

## Описание
Является третьей самой распространённой газетой в Индии на любых языках. По тиражу она только уступает газетам Дайник Бхаскар и Дайник Джагран. Тираж ― 2 880 144 экземпляров.
42% жителей Индии доверяют газете - только государственному каналу Дурдаршану доверяет больше людей (46%).

## Критика

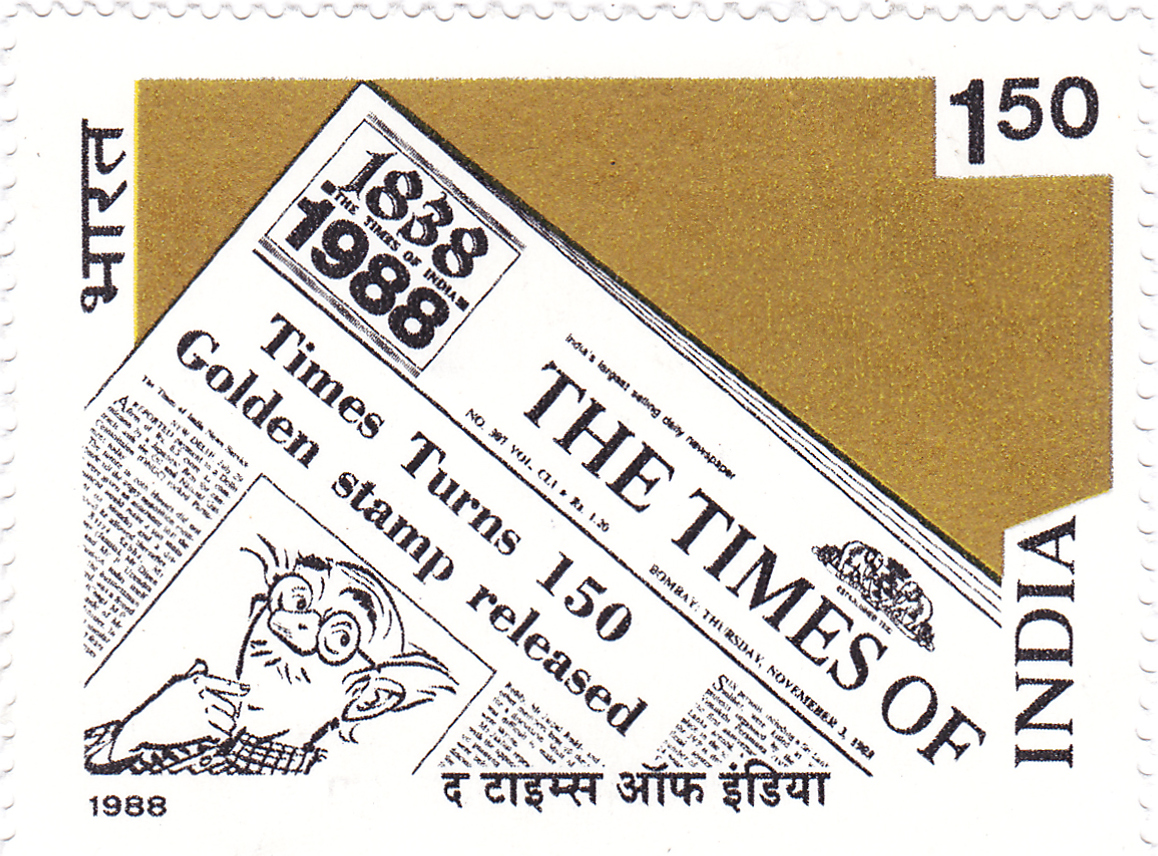
Индийская почтовая марка, посвящённая 150-летию газеты (1988).

Газету обвиняли в том, что она использовала практику платных новостей.